# Viatxeslav Txornovil
Viatxeslav Maksymovitx Txornovil, ucraïnès: В'ячесла́в Макси́мович Чорнові́л (poble de Ierki, província de Txerkassi, 24 de desembre de 1937 - Boríspill, província de Kíev, 25 de març de 1999) fou un polític ucraïnès, antic dissident soviètic i cap de l'oposició nacionalista a Ucraïna.

## Dissidència soviètica
El 1960 es graduà en periodisme a la Universitat de Kíiv i treballà en el komsomol. Treballà per a diversos diaris i per a la televisió a Lviv i a Kíev, i gràcies a aquest treball va poder escriure un document sobre la repressió i l'empresonament il·legal dels escriptors ucraïnesos. Ell mateix va rebre l'ordre de testimoniar en un judici contra els intel·lectuals, però es va negar i va ser sentenciat a tres mesos de treballs forçats. El 1967 va escriure una història semblant sobre la persecució a una vintena d'ucraïnesos, Lykho z rózumu («Ли́хо з ро́зуму», "Patiment de l'esperit"), que fou passada de contraban i publicada als Estats Units el 1968. Per aquest motiu fou condemnat a tres anys de presó, però fou alliberat poc després a causa d'una amnistia per l'aniversari de la Revolució d'Octubre de 1917. The Times el va guardonar amb el Premi Tomalin per la documentació sobre els judicis.
Col·laborà en la redacció del samizdat (en ucraïnès: самвидав, samvydav; en rus: samizdat) Ukraiinskyi výsnyk («Украї́нський ві́сник», "Herald d'Ucraïna"), aparegut el 1970, raó per la qual fou arrestat novament el 1972. El 1975 decidí demanar la renúncia a la ciutadania soviètica i marxar al Canadà, però no li permeteren sortir del país. Aleshores es va unir al Comitè de Vigilància de Hèlsinki d'Ucraïna, que va ajudar a supervisar i fer complir els acords de Hèlsinki de 1975. Va ser arrestat de nou per "intent de violació" en un cas falsificat el 1980 i va ser condemnat a cinc anys de presó, a causa de la qual va dur a terme una vaga de fam de 120 dies. Va ser alliberat el 1983 després de la protesta del fiscal. Va ser detingut diverses altres vegades durant els propers deu anys.

## Paper polític
Arran de la perestroika va fundar el 1989 el Moviment Popular d'Ucraïna, que organitzà campanyes reclamant la independència d'Ucraïna, la democratització del país i eleccions plurals. Fou candidat a les eleccions presidencials ucraïneses de 1991 i va obtenir el 23,73% dels vots. Alhora, fou el cap del seu grup parlamentari a les eleccions al Parlament d'Ucraïna de 1994 i 1998.

## Mort i remembrança
S'esperava que Txornovil esdevingués el principal candidat d'oposició contra el president Leonid Kutxma per a les eleccions presidencials ucraïneses de 1999, però la campanya presidencial de Txornovil va ser interrompuda en la seva primera etapa per culpa de la seva sospitosa defunció en un accident de trànsit el 25 de març 1999, on també morí el seu ajudant Yevhen Pavlov. La investigació oficial realitzada pel Ministeri de l'Interior va concloure que l'accident va ser purament accidental i no va trobar proves de criminalitat. No obstant això, alguns dels partidaris de Txornovil van qualificar la seva mort d'assassinat polític i van exhortar a portar els responsables a la justícia.
El 2003 el Banc Nacional d'Ucraïna va emetre una moneda commemorativa amb el nominal de 2 hrývnia dedicada a Txornovil.
El 23 d'agost de 2006 el president ucraïnès Víktor Iúsxenko va inaugurar un monument a Txornovil i va ordenar una nova investigació sobre la seva mort. El 6 de setembre de 2006 Iurii Lutsenko, cap del Ministeri de l'Interior, va anunciar que basant-se en la informació que disposava, creia personalment que Txornovil va ser víctima de l'assassinat en lloc d'un accident de cotxe. Lutsenko va declarar a més que la investigació era en mans l'Oficina del fiscal general d'Ucraïna i del Servei de Seguretat d'Ucraïna i no sota el control de les autoritats de Lutsenko. Va anar més enllà, al·ludint al fet que "certs cercles" de l'Oficina del fiscal i del Servei de Seguretat feien tàctiques obstruccionistes en la recerca. No obstant això, el 9 d'agost, Oleksandr Medvedko, fiscal general d'Ucraïna, va comentar a la conferència de premsa que la declaració de Lutsenko és "no professional" perquè les seves conclusions es basaven en informació no fiable.
El 25 de març de 2009 va tenir lloc funeral a prop del senyal de Borýspill i els seus admiradors (inclòs l'alcalde de Kíev Leonid Txernovetskyi) portaren flors en el seu monument a Kíev per a commemorar els 10 anys de la mort de Txornovil. El mateix dia, el Moviment Popular d'Ucraïna va demanar als organismes policials d'Ucraïna que completessin la recerca en el cas de la mort del seu exlíder Viatxeslav Txornovil i el seu assistent Yevhen Pavlov en un accident a la carretera fins al 2010.